# 2012 în România

## Evenimente

### Ianuarie

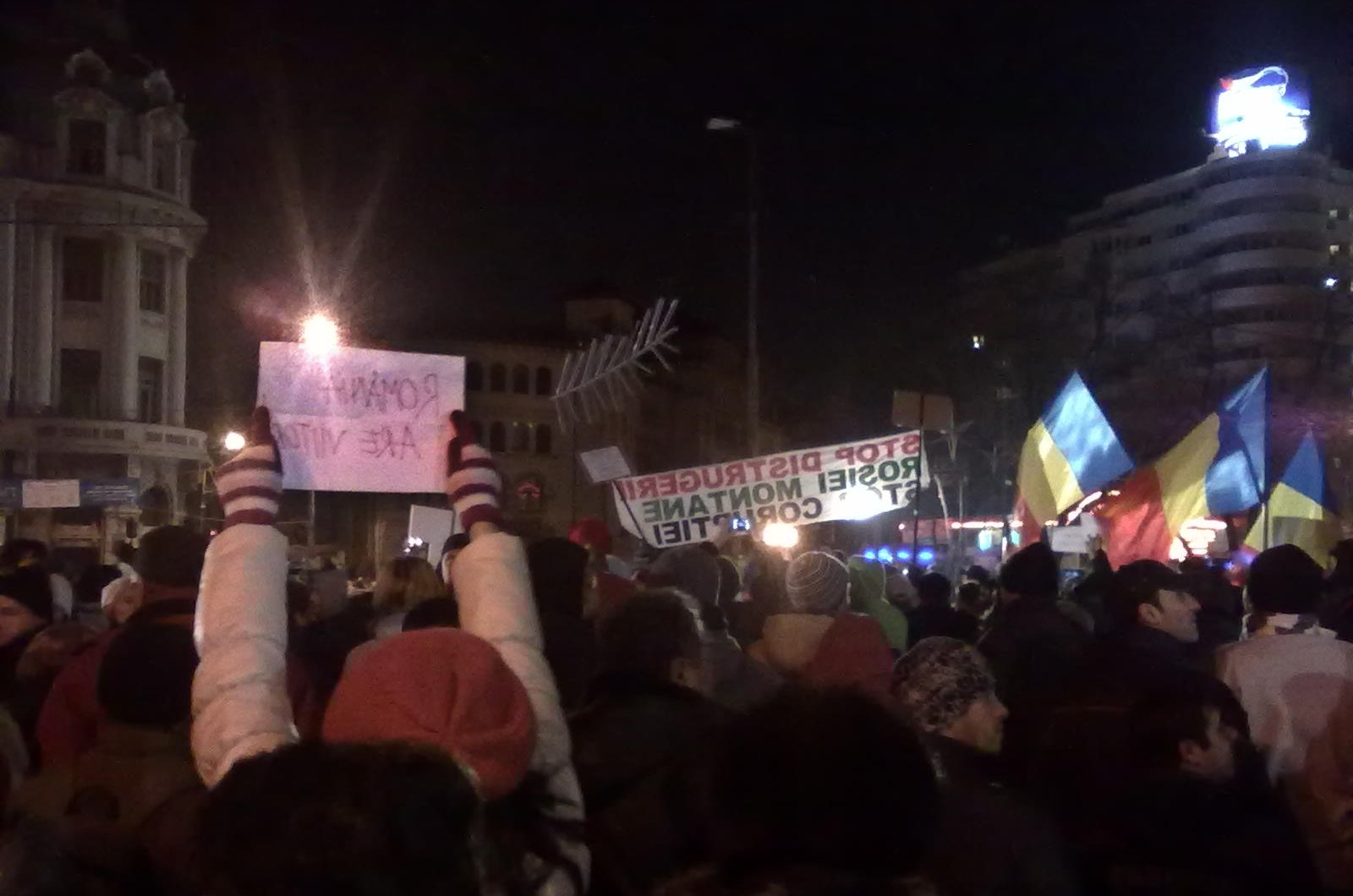
Protestatari în Piața Universității, 15 ianuarie 2012

- 13 ianuarie: În urma dezbaterilor publice legate de proiectul Legii sănătății, președintele Traian Băsescu a cerut premierului retragerea proiectului.[1]
- 13 ianuarie-6 februarie 2012: Proteste în România împotriva președintelui Traian Băsescu.[2]

### Februarie
- 18 februarie: Ridicarea arhiepiscopului Lucian Mureșan la demnitatea de cardinal.

### Iunie
- 10 iunie: Alegeri locale

### Iulie
- 29 iulie : Referendumul pentru demiterea președintelui suspendat, Traian Băsescu.

## Evenimente anticipate
- iunie: A 49-a ediție a Turului României.